# Uzian
Uzian (ros. Узян) – wieś (sieło) w Rosji, w Baszkortostanie, w rejonie biełorieckim. W 2010 liczyła 1140 mieszkańców.